# Saison 2019-2020 des Wizards de Washington
La saison 2019-2020 des Wizards de Washington est la 59e saison de la franchise en NBA et la 47e saison dans la ville de Washington.
La saison a été suspendue par les officiels de la ligue après les matchs du 11 mars  après l'annonce que Rudy Gobert était positif au COVID-19.
Le 12 mars 2020, le président de la ligue Adam Silver annonce que le championnat est arrêté pour "au moins 30 jours". La franchise reprend la saison régulière le 31 juillet 2020, à Orlando.
Cependant, ils ne parviennent pas à se qualifier pour les playoffs à l'issue de la saison régulière, finissant à la 9e place de la conférence Est.

## Draft
| Tour | Choix | Joueur        | Poste | Nationalité | Provenance          |
| ---- | ----- | ------------- | ----- | ----------- | ------------------- |
| 1    | 9     | Rui Hachimura | PF    | Japon       | Bulldogs de Gonzaga |

## Matchs

### Summer League
| Summer League Total: 2-3 |

| Match | Date match | Équipe           | Score    | Meilleur marqueur      | Meilleur rebondeur    | Meilleur passeur      | Lieux Spectateurs    | Série |
| ----- | ---------- | ---------------- | -------- | ---------------------- | --------------------- | --------------------- | -------------------- | ----- |
| 1     | 6 juillet  | Nouvelle-Orléans | V 84-79  | Troy Brown Jr. (18)    | Troy Brown Jr. (15)   | Troy Caupain (4)      | Thomas & Mack Center | 1 - 0 |
| 2     | 8 juillet  | Brooklyn         | D 85-88  | Rui Hachimura (19)     | Troy Brown Jr. (9)    | Troy Caupain (7)      | Thomas & Mack Center | 1 - 1 |
| 3     | 9 juillet  | L.A. Clippers    | D 72-90  | Admiral Schofield (16) | Moritz Wagner (6)     | Justin Robinson (5)   | Thomas & Mack Center | 1 - 2 |
| 4     | 11 juillet | Atlanta          | V 76-71  | Rui Hachimura (25)     | Rui Hachimura (9)     | Caupain, Robinson (4) | Thomas & Mack Center | 2 - 2 |
| 5     | 13 juillet | New York         | D 87-103 | Moritz Wagner (20)     | Anžejs Pasečņiks (10) | Troy Caupain (6)      | Cox Pavilion         | 2 - 3 |

### Pré-saison
| Pré-saison Total: 3-2 (Domicile : 1-2; Extérieur : 2-0) |

| Match | Date match | Équipe            | Score     | Meilleur marqueur  | Meilleur rebondeur       | Meilleur passeur    | Lieux                 | Série |
| ----- | ---------- | ----------------- | --------- | ------------------ | ------------------------ | ------------------- | --------------------- | ----- |
| 1     | 7 octobre  | New York          | D 99-104  | Moritz Wagner (16) | Thomas Bryant (14)       | Ish Smith (5)       | Capital One Arena     | 0 - 1 |
| 2     | 9 octobre  | Canton Long-Lions | V 137-98  | Moritz Wagner (21) | Hachimura, Schofield (7) | McRae, Robinson (5) | Capital One Arena     | 1 - 1 |
| 3     | 11 octobre | @ New York        | V 115-99  | Bradley Beal (21)  | Thomas Bryant (10)       | Chris Chiozza (5)   | Madison Square Garden | 2 - 1 |
| 4     | 13 octobre | Milwaukee         | D 108-115 | Bradley Beal (20)  | Rui Hachimura (12)       | Chris Chiozza (7)   | Capital One Arena     | 2 - 2 |
| 5     | 18 octobre | @ Philadelphie    | V 112-93  | Jordan McRae (17)  | Thomas Bryant (10)       | Ish Smith (8)       | Wells Fargo Center    | 3 - 0 |

### Matchs de préparation à Orlando avant la reprise de la saison régulière
| Matchs de préparation Total: 0-3 |

| Match | Date match | Équipe        | Score     | Meilleur marqueur     | Meilleur rebondeur | Meilleur passeur  | Lieux                | Série |
| ----- | ---------- | ------------- | --------- | --------------------- | ------------------ | ----------------- | -------------------- | ----- |
| 1     | 22 juillet | Denver        | D 82-89   | Rui Hachimura (18)    | Rui Hachimura (9)  | Brown, Napier (4) | HP Field House       | 0 - 1 |
| 2     | 25 juillet | L.A. Clippers | D 100-105 | Bonga, Hachimura (15) | Isaac Bonga (12)   | Jerian Grant (3)  | HP Field House       | 0 - 2 |
| 3     | 27 juillet | L.A. Lakers   | D 116-123 | Rui Hachimura (19)    | Troy Brown Jr. (8) | Ish Smith (6)     | Visa Athletic Center | 0 - 3 |

### Saison régulière
| Saison régulière Total: 25-47 (Domicile : 16-20; Extérieur : 9-27) |

| Match | Date match | Équipe          | Score     | Meilleur marqueur  | Meilleur rebondeur | Meilleur passeur   | Lieux                    | Série |
| ----- | ---------- | --------------- | --------- | ------------------ | ------------------ | ------------------ | ------------------------ | ----- |
| 1     | 23 octobre | @ Dallas        | D 100-108 | Bradley Beal (19)  | Thomas Bryant (11) | Bradley Beal (9)   | American Airlines Center | 0 - 1 |
| 2     | 25 octobre | @ Oklahoma City | V 97-85   | Thomas Bryant (21) | Thomas Bryant (11) | Ish Smith (5)      | Chesapeake Energy Arena  | 1 - 1 |
| 3     | 26 octobre | @ San Antonio   | D 122-124 | Bradley Beal (25)  | Rui Hachimura (8)  | Bradley Beal (11)  | AT&T Center              | 1 - 2 |
| 4     | 30 octobre | Houston         | D 158-159 | Bradley Beal (46)  | Thomas Bryant (12) | Isaiah Thomas (10) | Capital One Arena        | 1 - 3 |

| Match | Date match  | Équipe        | Score     | Meilleur marqueur  | Meilleur rebondeur    | Meilleur passeur   | Lieux                      | Série  |
| ----- | ----------- | ------------- | --------- | ------------------ | --------------------- | ------------------ | -------------------------- | ------ |
| 5     | 2 novembre  | Minnesota     | D 109-131 | Bradley Beal (30)  | Thomas Bryant (10)    | Isaiah Thomas (7)  | Capital One Arena          | 1 - 4  |
| 6     | 4 novembre  | Détroit       | V 115-99  | Bradley Beal (22)  | Troy Brown Jr. (10)   | Beal, Thomas (6)   | Capital One Arena          | 2 - 4  |
| 7     | 6 novembre  | @ Indiana     | D 106-121 | Bradley Beal (30)  | Thomas Bryant (11)    | Ish Smith (7)      | Bankers Life Fieldhouse    | 2 - 5  |
| 8     | 8 novembre  | Cleveland     | D 100-113 | Thomas Bryant (23) | Bryant, Wagner (8)    | Bradley Beal (9)   | Capital One Arena          | 2 - 6  |
| 9     | 13 novembre | @ Boston      | D 133-140 | Bradley Beal (44)  | Dāvis Bertāns (10)    | Isaiah Thomas (7)  | TD Garden                  | 2 - 7  |
| 10    | 15 novembre | @ Minnesota   | V 137-116 | Bradley Beal (44)  | Moritz Wagner (15)    | Bradley Beal (10)  | Target Center              | 3 - 7  |
| 11    | 17 novembre | @ Orlando     | D 121-125 | Bradley Beal (34)  | Dāvis Bertāns (8)     | Bradley Beal (8)   | Amway Center               | 3 - 8  |
| 12    | 20 novembre | San Antonio   | V 138-132 | Bradley Beal (33)  | Rui Hachimura (8)     | Bryant, Thomas (6) | Capital One Arena          | 4 - 8  |
| 13    | 22 novembre | Charlotte     | V 125-118 | Bradley Beal (30)  | Thomas Bryant (11)    | Bradley Beal (12)  | Capital One Arena          | 5 - 8  |
| 14    | 24 novembre | Sacramento    | D 106-113 | Bradley Beal (20)  | Moritz Wagner (11)    | Bradley Beal (8)   | Capital One Arena          | 5 - 9  |
| 15    | 26 novembre | @ Denver      | D 104-117 | Jordan McRae (21)  | Thomas Bryant (8)     | Bradley Beal (6)   | Pepsi Center               | 5 - 10 |
| 16    | 27 novembre | @ Phoenix     | V 140-132 | Bradley Beal (35)  | Thomas Bryant (9)     | Ish Smith (7)      | Talking Stick Resort Arena | 6 - 10 |
| 17    | 29 novembre | @ L.A. Lakers | D 103-125 | Bradley Beal (18)  | Hachimura, Wagner (8) | Bradley Beal (9)   | Staples Center             | 6 - 11 |

| Match | Date match   | Équipe          | Score          | Meilleur marqueur     | Meilleur rebondeur     | Meilleur passeur   | Lieux                   | Série   |
| ----- | ------------ | --------------- | -------------- | --------------------- | ---------------------- | ------------------ | ----------------------- | ------- |
| 18    | 1er décembre | @ L.A. Clippers | D 125-150      | Rui Hachimura (30)    | Rui Hachimura (9)      | Bradley Beal (11)  | Staples Center          | 6 - 12  |
| 19    | 3 décembre   | Orlando         | D 120-127      | Bradley Beal (42)     | Troy Brown Jr. (8)     | Isaiah Thomas (7)  | Capital One Arena       | 6 - 13  |
| 20    | 5 décembre   | Philadelphie    | V 119-113      | Rui Hachimura (27)    | Moritz Wagner (11)     | Ish Smith (8)      | Capital One Arena       | 7 - 13  |
| 21    | 6 décembre   | @ Miami         | D 103-112      | Bradley Beal (23)     | Dāvis Bertāns (10)     | Beal, Smith (8)    | American Airlines Arena | 7 - 14  |
| 22    | 8 décembre   | L.A. Clippers   | D 119-135      | Dāvis Bertāns (25)    | Rui Hachimura (7)      | Chris Chiozza (6)  | Capital One Arena       | 7 - 15  |
| 23    | 10 décembre  | @ Charlotte     | D 107-114      | Dāvis Bertāns (32)    | Rui Hachimura (12)     | Bradley Beal (9)   | Spectrum Center         | 7 - 16  |
| 24    | 14 décembre  | @ Memphis       | D 111-128      | Bradley Beal (29)     | Bradley Beal (10)      | Troy Brown Jr. (5) | FedExForum              | 7 - 17  |
| 25    | 16 décembre  | @ Détroit       | V 133-119      | Bradley Beal (35)     | Ian Mahinmi (8)        | Bradley Beal (10)  | Little Caesars Arena    | 8 - 17  |
| 26    | 18 décembre  | Chicago         | D 109-110 (OT) | Dāvis Bertāns (26)    | Anžejs Pasečņiks (8)   | Bradley Beal (7)   | Capital One Arena       | 8 - 18  |
| 27    | 20 décembre  | @ Toronto       | D 118-122      | Bradley Beal (37)     | Dāvis Bertāns (8)      | Bradley Beal (6)   | Scotiabank Arena        | 8 - 19  |
| 28    | 21 décembre  | @ Philadelphie  | D 108-125      | Bradley Beal (36)     | Dāvis Bertāns (9)      | Bradley Beal (6)   | Wells Fargo Center      | 8 - 20  |
| 29    | 23 décembre  | @ New York      | V 121-115      | Bradley Beal (30)     | Gary Payton II (11)    | Troy Brown Jr. (7) | Madison Square Garden   | 9 - 20  |
| 30    | 26 décembre  | @ Détroit       | V 102-132      | Anžejs Pasečņiks (17) | Johnathan Williams (8) | Gary Payton II (5) | Little Caesars Arena    | 9 - 21  |
| 31    | 28 décembre  | New York        | D 100-107      | McRae, Thomas (20)    | Ian Mahinmi (10)       | Gary Payton II (6) | Capital One Arena       | 9 - 22  |
| 32    | 30 décembre  | Miami           | V 123-105      | Jordan McRae (29)     | Anžejs Pasečņiks (10)  | Jordan McRae (8)   | Capital One Arena       | 10 - 22 |

| Match | Date match  | Équipe      | Score          | Meilleur marqueur     | Meilleur rebondeur    | Meilleur passeur   | Lieux                      | Série   |
| ----- | ----------- | ----------- | -------------- | --------------------- | --------------------- | ------------------ | -------------------------- | ------- |
| 33    | 1er janvier | Orlando     | D 101-122      | Bradley Beal (27)     | Anžejs Pasečņiks (10) | Bradley Beal (5)   | Capital One Arena          | 10 - 23 |
| 34    | 3 janvier   | Portland    | D 103-122      | Jordan McRae (35)     | Anžejs Pasečņiks (9)  | Ish Smith (5)      | Capital One Arena          | 10 - 24 |
| 35    | 4 janvier   | Denver      | V 128-114      | Ish Smith (32)        | Troy Brown Jr. (14)   | Ish Smith (8)      | Capital One Arena          | 11 - 24 |
| 36    | 6 janvier   | Boston      | V 99-94        | Ish Smith (27)        | Troy Brown Jr. (9)    | Mahinmi, Smith (4) | Capital One Arena          | 12 - 24 |
| 37    | 8 janvier   | @ Orlando   | D 89-123       | Brown, Schofield (18) | Troy Brown Jr. (11)   | Troy Brown Jr. (5) | Amway Center               | 12 - 25 |
| 38    | 10 janvier  | Atlanta     | V 111-101      | Jordan McRae (29)     | Troy Brown Jr. (10)   | Ish Smith (9)      | Capital One Arena          | 13 - 25 |
| 39    | 12 janvier  | Utah        | D 116-127      | Bradley Beal (25)     | Isaac Bonga (7)       | Mahinmi, Smith (7) | Capital One Arena          | 13 - 26 |
| 40    | 15 janvier  | @ Chicago   | D 106-115      | Bradley Beal (23)     | Ian Mahinmi (7)       | Ish Smith (5)      | United Center              | 13 - 27 |
| 41    | 17 janvier  | @ Toronto   | D 111-140      | Troy Brown Jr. (22)   | Isaac Bonga (10)      | Ish Smith (8)      | Scotiabank Arena           | 13 - 28 |
| 42    | 20 janvier  | Détroit     | V 106-100      | Bradley Beal (29)     | Jordan McRae (8)      | Beal, Smith (6)    | Capital One Arena          | 14 - 28 |
| 43    | 22 janvier  | @ Miami     | D 129-134 (OT) | Bradley Beal (38)     | Ian Mahinmi (10)      | Beal, McRae (5)    | American Airlines Arena    | 14 - 29 |
| 44    | 23 janvier  | @ Cleveland | V 124-112      | Bradley Beal (36)     | Troy Brown Jr. (8)    | Bradley Beal (8)   | Rocket Mortgage FieldHouse | 15 - 29 |
| 45    | 26 janvier  | @ Atlanta   | D 133-152      | Bradley Beal (40)     | Jordan McRae (7)      | Bradley Beal (6)   | State Farm Arena           | 15 - 30 |
| 46    | 28 janvier  | @ Milwaukee | D 131-151      | Bradley Beal (47)     | Thomas Bryant (10)    | Trois joueurs (6)  | Fiserv Forum               | 15 - 31 |
| 47    | 30 janvier  | Charlotte   | V 121-107      | Bradley Beal (34)     | Bradley Beal (9)      | Bradley Beal (9)   | Capital One Arena          | 16 - 31 |

| Match                  | Date match  | Équipe       | Score          | Meilleur marqueur | Meilleur rebondeur  | Meilleur passeur   | Lieux                   | Série   |
| ---------------------- | ----------- | ------------ | -------------- | ----------------- | ------------------- | ------------------ | ----------------------- | ------- |
| 48                     | 1er février | Brooklyn     | V 113-107      | Bradley Beal (34) | Thomas Bryant (10)  | Ish Smith (4)      | Capital One Arena       | 17 - 31 |
| 49                     | 3 février   | Golden State | D 117-125      | Bradley Beal (43) | Rui Hachimura (8)   | Beal, Smith (6)    | Capital One Arena       | 17 - 32 |
| 50                     | 7 février   | Dallas       | V 119-118      | Bradley Beal (29) | Dāvis Bertāns (8)   | Bradley Beal (8)   | Capital One Arena       | 18 - 32 |
| 51                     | 9 février   | Memphis      | D 99-106       | Bradley Beal (26) | Rui Hachimura (11)  | Shabazz Napier (6) | Capital One Arena       | 18 - 33 |
| 52                     | 11 février  | Chicago      | V 126-114      | Bradley Beal (30) | Jerome Robinson (9) | Ish Smith (9)      | Capital One Arena       | 19 - 33 |
| 53                     | 12 février  | @ New York   | V 114-96       | Bradley Beal (30) | Ian Mahinmi (10)    | Troy Brown Jr. (6) | Madison Square Garden   | 20 - 33 |
| NBA All-Star Game 2020 |             |              |                |                   |                     |                    |                         |         |
| 54                     | 21 février  | Cleveland    | D 108-113      | Bradley Beal (26) | Dāvis Bertāns (8)   | Ish Smith (6)      | Capital One Arena       | 20 - 34 |
| 55                     | 23 février  | @ Chicago    | D 117-126      | Bradley Beal (53) | Rui Hachimura (8)   | Ish Smith (5)      | United Center           | 20 - 35 |
| 56                     | 24 février  | Milwaukee    | D 134-137 (OT) | Bradley Beal (55) | Moritz Wagner (10)  | Napier, Smith (7)  | Capital One Arena       | 20 - 36 |
| 57                     | 26 février  | Brooklyn     | V 110-106      | Bradley Beal (30) | Thomas Bryant (7)   | Trois joueurs (5)  | Capital One Arena       | 21 - 36 |
| 58                     | 28 février  | @ Utah       | D 119-129      | Bradley Beal (42) | Rui Hachimura (7)   | Bradley Beal (10)  | Vivint Smart Home Arena | 21 - 37 |

| Match | Date match | Équipe         | Score     | Meilleur marqueur   | Meilleur rebondeur   | Meilleur passeur   | Lieux             | Série   |
| ----- | ---------- | -------------- | --------- | ------------------- | -------------------- | ------------------ | ----------------- | ------- |
| 59    | 1er mars   | @ Golden State | V 124-110 | Bradley Beal (34)   | Rui Hachimura (8)    | Bradley Beal (8)   | Chase Center      | 22 - 37 |
| 60    | 3 mars     | @ Sacramento   | D 126-133 | Bradley Beal (35)   | Dāvis Bertāns (7)    | Bradley Beal (8)   | Golden 1 Center   | 22 - 38 |
| 61    | 4 mars     | @ Portland     | D 104-125 | Bradley Beal (29)   | Moritz Wagner (9)    | Bradley Beal (6)   | Moda Center       | 22 - 39 |
| 62    | 6 mars     | Atlanta        | V 118-112 | Bradley Beal (35)   | Rui Hachimura (8)    | Shabazz Napier (6) | Capital One Arena | 22 - 39 |
| 63    | 8 mars     | Miami          | D 89-100  | Shabazz Napier (27) | Brown, Hachimura (6) | Shabazz Napier (7) | Capital One Arena | 22 - 40 |
| 64    | 10 mars    | New York       | V 122-115 | Bradley Beal (40)   | Thomas Bryant (10)   | Bradley Beal (7)   | Capital One Arena | 23 - 40 |

| Match | Date match | Équipe                | Score | Meilleur marqueur | Meilleur rebondeur | Meilleur passeur | Lieux                   | Série |
| ----- | ---------- | --------------------- | ----- | ----------------- | ------------------ | ---------------- | ----------------------- | ----- |
| -     | Annulé     | @ Boston              |       |                   |                    |                  | TD Garden               | -     |
| -     | Annulé     | Oklahoma City         |       |                   |                    |                  | Capital One Arena       | -     |
| -     | Annulé     | @ Philadelphie        |       |                   |                    |                  | Wells Fargo Center      | -     |
| -     | Annulé     | @ Brooklyn            |       |                   |                    |                  | Barclays Center         | -     |
| -     | Annulé     | @ Atlanta             |       |                   |                    |                  | State Farm Arena        | -     |
| -     | Annulé     | Milwaukee             |       |                   |                    |                  | Capital One Arena       | -     |
| -     | Annulé     | Boston                |       |                   |                    |                  | Capital One Arena       | -     |
| -     | Annulé     | Phoenix               |       |                   |                    |                  | Capital One Arena       | -     |
| -     | Annulé     | @ Milwaukee           |       |                   |                    |                  | Fiserv Forum            | -     |
| -     | Annulé     | L.A. Lakers           |       |                   |                    |                  | Capital One Arena       | -     |
| -     | Annulé     | La Nouvelle-Orléans   |       |                   |                    |                  | Capital One Arena       | -     |
| -     | Annulé     | Philadelphie          |       |                   |                    |                  | Capital One Arena       | -     |
| -     | Annulé     | @ Indiana             |       |                   |                    |                  | Bankers Life Fieldhouse | -     |
| -     | Annulé     | Toronto               |       |                   |                    |                  | Capital One Arena       | -     |
| -     | Annulé     | @ Houston             |       |                   |                    |                  | Toyota Center           | -     |
| -     | Annulé     | @ Charlotte           |       |                   |                    |                  | Spectrum Center         | -     |
| -     | Annulé     | @ La Nouvelle-Orléans |       |                   |                    |                  | Smoothie King Center    | -     |
| -     | Annulé     | Indiana               |       |                   |                    |                  | Capital One Arena       | -     |

| Match | Date match | Équipe  | Score     | Meilleur marqueur  | Meilleur rebondeur | Meilleur passeur | Lieux                | Série   |
| ----- | ---------- | ------- | --------- | ------------------ | ------------------ | ---------------- | -------------------- | ------- |
| 65    | 31 juillet | Phoenix | D 112-125 | Rui Hachimura (21) | Rui Hachimura (8)  | Ish Smith (7)    | Visa Athletic Center | 23 - 41 |

| Match | Date match | Équipe          | Score     | Meilleur marqueur    | Meilleur rebondeur      | Meilleur passeur    | Lieux                | Série   |
| ----- | ---------- | --------------- | --------- | -------------------- | ----------------------- | ------------------- | -------------------- | ------- |
| 66    | 2 août     | @ Brooklyn      | D 110-118 | Thomas Bryant (30)   | Thomas Bryant (13)      | Troy Brown Jr. (8)  | HP Field House       | 23 - 42 |
| 67    | 3 août     | Indiana         | D 100-111 | Thomas Bryant (20)   | Thomas Bryant (11)      | Troy Brown Jr. (8)  | Visa Athletic Center | 23 - 43 |
| 68    | 5 août     | Philadelphie    | D 98-107  | Thomas Bryant (19)   | Thomas Bryant (10)      | Ish Smith (6)       | AdventHealth Arena   | 23 - 44 |
| 69    | 7 août     | @ New Orleans   | D 107-118 | Rui Hachimura (23)   | Troy Brown Jr. (10)     | Ish Smith (10)      | Visa Athletic Center | 23 - 45 |
| 70    | 9 août     | @ Oklahoma City | D 103-121 | Jerome Robinson (19) | Troy Brown Jr. (8)      | Jerome Robinson (6) | AdventHealth Arena   | 23 - 46 |
| 71    | 11 août    | Milwaukee       | D 113-126 | Rui Hachimura (20)   | Thomas Bryant (8)       | Jerome Robinson (7) | Visa Athletic Center | 23 - 47 |
| 72    | 13 août    | @ Boston        | V 96-90   | Thomas Bryant (26)   | Johnathan Williams (16) | Ish Smith (8)       | AdventHealth Arena   | 24 - 47 |

### Confrontations en saison régulière
| Conférence Est      | Conférence Est                             | Conférence Est                             | Conférence Est                             | Conférence Est                             | Conférence Ouest                           | Conférence Ouest                           | Conférence Ouest                           |
| Division Atlantique | Division Atlantique                        | Division Atlantique                        | Division Atlantique                        | Division Atlantique                        | Division Nord-Ouest                        | Division Nord-Ouest                        | Division Nord-Ouest                        |
| Équipe              | Domicile                                   | Domicile                                   | Extérieur                                  | Extérieur                                  | Équipe                                     | Domicile                                   | Extérieur                                  |
| ------------------- | ------------------------------------------ | ------------------------------------------ | ------------------------------------------ | ------------------------------------------ | ------------------------------------------ | ------------------------------------------ | ------------------------------------------ |
| Boston              | 99-94                                      |                                            | 133-140                                    |                                            | Denver                                     | 128-114                                    | 104-117                                    |
| Brooklyn            | 113-107                                    | 110-106                                    |                                            |                                            | Minnesota                                  | 109-131                                    | 137-116                                    |
| New York            | 100-107                                    | 122-115                                    | 121-115                                    | 114-96                                     | Oklahoma City                              |                                            | 97-85                                      |
| Philadelphie        | 119-113                                    |                                            | 108-125                                    |                                            | Portland                                   | 103-122                                    | 104-125                                    |
| Toronto             |                                            |                                            | 118-122                                    | 111-140                                    | Utah                                       | 116-125                                    | 119-129                                    |
| Matchs à Orlando    |                                            |                                            |                                            |                                            |                                            |                                            |                                            |
| Boston              |                                            |                                            | 96-90                                      |                                            | Oklahoma City                              |                                            | 103-121                                    |
| Brooklyn            |                                            |                                            | 110-118                                    |                                            |                                            |                                            |                                            |
| Philadelphie        | 98-107                                     |                                            |                                            |                                            |                                            |                                            |                                            |
|                     | 5–2                                        | 5–2                                        | 3–5                                        | 3–5                                        |                                            | 1–3                                        | 2–4                                        |
| Division            | 8–7                                        | 8–7                                        | 8–7                                        | 8–7                                        | Division                                   | 3–7                                        | 3–7                                        |
| Division Centrale   | Division Centrale                          | Division Centrale                          | Division Centrale                          | Division Centrale                          | Division Pacifique                         | Division Pacifique                         | Division Pacifique                         |
| Équipe              | Domicile                                   | Domicile                                   | Extérieur                                  | Extérieur                                  | Équipe                                     | Domicile                                   | Extérieur                                  |
| Chicago             | 109-110 (OT)                               | 126-114                                    | 106-115                                    | 117-126                                    | Golden State                               | 117-125                                    | 124-110                                    |
| Cleveland           | 100-113                                    | 108-113                                    | 124-112                                    |                                            | L.A. Clippers                              | 119-135                                    | 125-150                                    |
| Detroit             | 115-99                                     | 106-100                                    | 133-119                                    | 102-132                                    | L.A. Lakers                                |                                            | 103-125                                    |
| Indiana             |                                            |                                            | 106-121                                    |                                            | Phoenix                                    |                                            | 140-132                                    |
| Milwaukee           | 134-137 (OT)                               |                                            | 131-151                                    |                                            | Sacramento                                 | 106-113                                    | 126-133                                    |
| Matchs à Orlando    |                                            |                                            |                                            |                                            |                                            |                                            |                                            |
| Indiana             | 100-111                                    |                                            |                                            |                                            | Phoenix                                    | 112-125                                    |                                            |
| Milwaukee           | 113-126                                    |                                            |                                            |                                            |                                            |                                            |                                            |
|                     | 3–6                                        | 3–6                                        | 2–5                                        | 2–5                                        |                                            | 0–4                                        | 2–3                                        |
| Division            | 5–11                                       | 5–11                                       | 5–11                                       | 5–11                                       | Division                                   | 2–7                                        | 2–7                                        |
| Division Sud-Est    | Division Sud-Est                           | Division Sud-Est                           | Division Sud-Est                           | Division Sud-Est                           | Division Sud-Ouest                         | Division Sud-Ouest                         | Division Sud-Ouest                         |
| Équipe              | Domicile                                   | Domicile                                   | Extérieur                                  | Extérieur                                  | Équipe                                     | Domicile                                   | Extérieur                                  |
| Atlanta             | 111-101                                    | 118-112                                    | 133-152                                    |                                            | Dallas                                     | 119-118                                    | 100-108                                    |
| Charlotte           | 125-118                                    | 121-107                                    | 107-114                                    |                                            | Houston                                    | 158-159                                    |                                            |
| Miami               | 123-105                                    | 89-100                                     | 103-112                                    | 129-134 (OT)                               | Memphis                                    | 99-106                                     | 111-128                                    |
| Orlando             | 120-127                                    | 101-122                                    | 121-125                                    | 89-123                                     | New Orleans                                |                                            |                                            |
|                     |                                            |                                            |                                            |                                            | San Antonio                                | 138-132                                    | 122-124                                    |
| Matchs à Orlando    |                                            |                                            |                                            |                                            |                                            |                                            |                                            |
|                     |                                            |                                            |                                            |                                            | New Orleans                                |                                            | 107-118                                    |
|                     | 5–3                                        | 5–3                                        | 0–6                                        | 0–6                                        |                                            | 2–2                                        | 0–4                                        |
| Division            | 5–9                                        | 5–9                                        | 5–9                                        | 5–9                                        | Division                                   | 2–6                                        | 2–6                                        |
| Conférence          | 18–27 (Domicile : 13–11; Extérieur : 5–16) | 18–27 (Domicile : 13–11; Extérieur : 5–16) | 18–27 (Domicile : 13–11; Extérieur : 5–16) | 18–27 (Domicile : 13–11; Extérieur : 5–16) | Conférence                                 | 7–20 (Domicile : 3–9; Extérieur : 4–11)    | 7–20 (Domicile : 3–9; Extérieur : 4–11)    |
| Total               | 25–47 (Domicile : 16–20; Extérieur : 9–27) | 25–47 (Domicile : 16–20; Extérieur : 9–27) | 25–47 (Domicile : 16–20; Extérieur : 9–27) | 25–47 (Domicile : 16–20; Extérieur : 9–27) | 25–47 (Domicile : 16–20; Extérieur : 9–27) | 25–47 (Domicile : 16–20; Extérieur : 9–27) | 25–47 (Domicile : 16–20; Extérieur : 9–27) |

## Classements de la saison régulière
| Conférence Est | Conférence Est         | Conférence Est | Conférence Est | Conférence Est | Conférence Est | Conférence Est | Conférence Est |
| No             | Franchise              | Vic.           | Déf.           | MJ             | V/D            | GB             |                |
| -------------- | ---------------------- | -------------- | -------------- | -------------- | -------------- | -------------- | -------------- |
| 1              | Bucks de Milwaukee     | 56             | 17             | 73             | .767           | –              |                |
| 2              | Raptors de Toronto     | 53             | 19             | 72             | .736           | 2.5            |                |
| 3              | Celtics de Boston      | 48             | 24             | 72             | .667           | 7.5            |                |
| 4              | Pacers de l'Indiana    | 45             | 28             | 73             | .616           | 11             |                |
| 5              | Heat de Miami          | 44             | 29             | 73             | .603           | 12             |                |
| 6              | 76ers de Philadelphie  | 43             | 30             | 73             | .589           | 13             |                |
| 7              | Nets de Brooklyn       | 35             | 37             | 72             | .486           | 20.5           |                |
| 8              | Magic d'Orlando        | 33             | 40             | 73             | .452           | 23             |                |
|                |                        |                |                |                |                |                |                |
| 9              | Wizards de Washington¹ | 25             | 47             | 72             | .347           | 30.5           |                |
| 10             | Hornets de Charlotte   | 23             | 42             | 65             | .354           | 29             |                |
| 11             | Bulls de Chicago       | 22             | 43             | 65             | .338           | 30             |                |
| 12             | Knicks de New York     | 21             | 45             | 66             | .318           | 31.5           |                |
| 13             | Pistons de Détroit     | 20             | 46             | 66             | .303           | 32.5           |                |
| 14             | Hawks d'Atlanta        | 20             | 47             | 67             | .299           | 33             |                |
| 15             | Cavaliers de Cleveland | 19             | 46             | 65             | .292           | 33             |                |

| Division Sud-Est     | V  | D  | MJ | V/D  | GB   | Dom   | Ext   | Div  |
| -------------------- | -- | -- | -- | ---- | ---- | ----- | ----- | ---- |
| Heat de Miami        | 44 | 29 | 73 | .603 | –    | 29–7  | 15–22 | 10–4 |
| Magic d'Orlando      | 33 | 40 | 73 | .452 | 11.5 | 18–17 | 15–23 | 9–5  |
| Washington Wizards   | 25 | 47 | 72 | .347 | 19   | 16–20 | 9–27  | 5–9  |
| Hornets de Charlotte | 23 | 42 | 65 | .354 | 17.5 | 10–21 | 13–21 | 2–7  |
| Hawks d'Atlanta      | 20 | 47 | 66 | .299 | 21.5 | 14–20 | 6–27  | 6–7  |

## Effectif

### Effectif actuel
| Wizards de Washington Effectif actuel                                                   |    |                        |                           |                     |
| Entraîneur : Scott Brooks                                                               |    |                        |                           |                     |
| Arrière                                                                                 | 3  | Drapeau des États-Unis | Bradley Beal              | Florida             |
| Ailier fort                                                                             | 42 |                        | Dāvis Bertāns             | Saski Baskonia      |
| Meneur / Arrière / Ailier                                                               | 17 | Drapeau de l'Allemagne | Isaac Bonga               | Francfort Skyliners |
| Ailier                                                                                  | 6  | Drapeau des États-Unis | Troy Brown Jr.            | Oregon              |
| Pivot                                                                                   | 13 | Drapeau des États-Unis | Thomas Bryant             | Indiana             |
| Meneur / Arrière                                                                        | 22 | Drapeau des États-Unis | Jerian Grant (S)          | Notre Dame          |
| Ailier / Ailier fort                                                                    | 8  | Drapeau du Japon       | Rui Hachimura (R)         | Gonzaga             |
| Pivot                                                                                   | 28 | Drapeau de la France   | Ian Mahinmi               | Pau-Orthez          |
| Arrière                                                                                 | 24 | Drapeau des États-Unis | Garrison Mathews (R) (TW) | Lipscomb (en)       |
| Meneur                                                                                  | 5  | Drapeau des États-Unis | Shabazz Napier            | Connecticut         |
| Pivot                                                                                   | 18 |                        | Anžejs Pasečņiks (R)      | CB Gran Canaria     |
| Meneur / Arrière                                                                        | 20 | Drapeau des États-Unis | Gary Payton II            | Oregon State        |
| Arrière                                                                                 | 12 | Drapeau des États-Unis | Jerome Robinson           | Boston College      |
| Ailier                                                                                  | 1  | Drapeau des États-Unis | Admiral Schofield (R)     | Tennessee           |
| Meneur                                                                                  | 14 | Drapeau des États-Unis | Ish Smith                 | Wake Forest         |
| Ailier fort                                                                             | 7  | Drapeau des États-Unis | Jarrod Uthoff (S)         | Iowa                |
| Ailier fort / Pivot                                                                     | 21 | Drapeau de l'Allemagne | Moritz Wagner             | Michigan            |
| Meneur                                                                                  | 2  | Drapeau des États-Unis | John Wall                 | Kentucky            |
| Ailier fort                                                                             | 19 | Drapeau des États-Unis | Johnathan Williams (TW)   | Gonzaga             |
| (R) - Rookie, (TW) - Two-way contract, Blessé, (S) - Joueurs supplémentaires à Orlando. |    |                        |                           |                     |

## Récompenses durant la saison
Récapitulatif des récompenses obtenues par les joueurs de l'équipe durant la saison.
| Date         | Joueur        | Récompense                              |
| ------------ | ------------- | --------------------------------------- |
| 14 février   | Rui Hachimura | ☆ Rising Stars Challenge - Team World ☆ |
| 14 février   | Moritz Wagner | ☆ Rising Stars Challenge - Team World ☆ |
| 15 septembre | Rui Hachimura | NBA All-Rookie Second Team              |

## Transactions
Le détail des différents contrats signés par l'équipe est disponible dans la section supérieure des contrats des joueurs, avec les montants des salaires.

### Échanges
| Juin                       | Juin | Juin | Juin   |
| -------------------------- | --- | --- | ------ |
| 20 juin (Jour de la Draft) | Vers les Wizards de Washington - Droits sur Admiral Schofield (#42) - Jonathon Simmons | Vers les 76ers de Philadelphie - Compensation financière de 2 000 000 $ | [ 6 ]  |
| Juillet                    | | |        |
| 6 juillet                  | Echange à trois équipes | Echange à trois équipes | [ 7 ]  |
| 6 juillet                  | Vers les Wizards de Washington - Dāvis Bertāns (De San Antonio) | Vers les Nets de Brooklyn - Droits sur Nemanja Dangubić (2014/#54) (De San Antonio) - Droits sur Aaron White (2015/#49) (De Washington) | [ 7 ]  |
| 6 juillet                  | Vers les Spurs de San Antonio - DeMarre Carroll (De Brooklyn, sign and trade) | | [ 7 ]  |
| 6 juillet                  | Vers les Wizards de Washington - C. J. Miles | Vers les Grizzlies de Memphis - Dwight Howard | [ 8 ]  |
| 6 juillet                  | Echange à trois équipes | Echange à trois équipes | [ 9 ]  |
| 6 juillet                  | Vers les Wizards de Washington - Isaac Bonga (Des Lakers) - Jemerrio Jones (Des Lakers) - Moritz Wagner (Des Lakers) - Second tour de draft 2022 (Des Lakers) | Vers les Lakers de Los Angeles - Anthony Davis (De La Nouvelle-Orléans) - Premier tour de draft 2023 (De La Nouvelle-Orléans) | [ 9 ]  |
| 6 juillet                  | Vers les Pelicans de La Nouvelle-Orléans - Lonzo Ball (Des Lakers) - Brandon Ingram (Des Lakers) - Josh Hart (Des Lakers) - Droits sur De'Andre Hunter (#4) (Des Lakers) - Premier tour de draft 2021 (Des Lakers) - Premier tour de draft 2024 (Des Lakers) - Compensation financière de 1 100 000 $ (De Washington) - Compensation financière de 1 000 000 $ (Des Lakers) | | [ 9 ]  |
| 7 juillet                  | Vers les Wizards de Washington - Second tour de draft 2020 - Second tout de draft 2022 - Second tour de draft 2023 (protégé) | Vers les Bulls de Chicago - Tomáš Satoranský (sign and trade) | [ 10 ] |
| 6 février                  | Vers les Wizards de Washington - Shabazz Napier | Vers les Nuggets de Denver - Jordan McRae | [ 11 ] |
| 6 février                  | Échange à trois équipes | Échange à trois équipes | [ 12 ] |
| 6 février                  | Vers les Wizards de Washington - Jerome Robinson (Des Clippers) | Vers les Knicks de New York - Maurice Harkless (Des Clippers) - Premier tour de draft 2020 (Des Clippers) - Premier tour de draft 2021 protégé (Des Clippers) - Second tour de draft 2021 (De Détroit, via les Clippers) - Droits sur Issuf Sanon (De Washington) | [ 12 ] |
| 6 février                  | Vers les Clippers de Los Angeles - Marcus Morris (De New York) - Isaiah Thomas (De Washington) | | [ 12 ] |

### Joueurs qui re-signent
| Date       | Joueur        |
| ---------- | ------------- |
| 07/07/2019 | Thomas Bryant |

### Options dans les contrats
| Date       | Joueur         | Option                                                                          |
| ---------- | -------------- | ------------------------------------------------------------------------------- |
| 18/04/2019 | Dwight Howard  | Dwight Howard active son option joueur.                                         |
| 23/06/2019 | Jabari Parker  | Washington décline son option d'équipe.                                         |
| 26/06/2019 | Sam Dekker     | Washington décline la Qualifying Offer.                                         |
| 29/06/2019 | Chasson Randle | Washington décline la Qualifying Offer.                                         |
| 03/07/2019 | Bobby Portis   | Washington décline la Qualifying Offer.                                         |
| 25/09/2019 | Troy Brown Jr. | Washington exerce leur option d'équipe de 3 372 840 $ pour la saison 2020-2021. |
| 25/09/2019 | Moritz Wagner  | Washington exerce leur option d'équipe de 2 161 920 $ pour la saison 2020-2021. |

## Arrivées

### Draft
| Date       | Joueur                  | Provenance                     |
| ---------- | ----------------------- | ------------------------------ |
| 01/07/2019 | Rui Hachimura (#9)      | Bulldogs de Gonzaga (NCAA)     |
| 14/07/2019 | Admiral Schofield (#42) | Volunteers du Tennessee (NCAA) |

### Agents libres
| Date       | Joueur             | Provenance                               |
| ---------- | ------------------ | ---------------------------------------- |
| 09/07/2019 | Ish Smith          | Pistons de Détroit                       |
| 10/07/2019 | Isaiah Thomas      | Nuggets de Denver                        |
| 13/07/2019 | Justin Robinson    | Hokies de Virginia Tech (NCAA)           |
| 26/07/2019 | Phil Booth (en)    | Wildcats de Villanova (NCAA)             |
| 17/09/2019 | Justin Anderson    | Hawks d'Atlanta                          |
| 24/09/2019 | Kellen Dunham      | Go-Go de Capital City (G-League)         |
| 25/09/2019 | Michael Cobbins    | KK Split                                 |
| 26/09/2019 | Chris Chiozza      | Rockets de Houston                       |
| 16/10/2019 | Anžejs Pasečņiks   | CB Gran Canaria                          |
| 16/10/2019 | Jalen Jones        | Saski Baskonia                           |
| 17/10/2019 | Dikembe Dixson     | Go-Go de Capital City (G-League)         |
| 23/12/2019 | Gary Payton II     | Lakers de South Bay (G-League)           |
| 26/12/2019 | Johnathan Williams | Maccabi Rishon LeZion                    |
| 12/01/2020 | Anžejs Pasečņiks   | Wizards de Washington (Two-way contract) |

### Two-way contracts
| Date       | Joueur             | Provenance                                 |
| ---------- | ------------------ | ------------------------------------------ |
| 03/07/2019 | Garrison Mathews   | Lipscomb Bisons (NCAA)                     |
| 20/10/2019 | Chris Chiozza      | Rockets de Houston                         |
| 18/12/2019 | Anžejs Pasečņiks   | Go-Go de Capital City (G League)           |
| 12/01/2020 | Johnathan Williams | Wizards de Washington (coupé le 4 janvier) |

### Joueurs supplémentaires pour la reprise à Orlando (Substitute players)
| Date       | Joueur        | Joueur remplacé | Provenance                       |
| ---------- | ------------- | --------------- | -------------------------------- |
| 01/07/2020 | Jerian Grant  | Dāvis Bertāns   | Go-Go de Capital City (G League) |
| 17/07/2020 | Jarrod Uthoff | Bradley Beal    | Hustle de Memphis (G League)     |

## Départs

### Agents libres
| Date       | Joueur           | Nouvelle équipe¹                  |
| ---------- | ---------------- | --------------------------------- |
| 01/07/2019 | Trevor Ariza     | Kings de Sacramento               |
| 01/07/2019 | Sam Dekker       | Lokomotiv Kouban-Krasnodar        |
| 01/07/2019 | Jeff Green       | Jazz de l'Utah                    |
| 01/07/2019 | Wesley Johnson   | Panathinaïkos                     |
| 01/07/2019 | Jabari Parker    | Hawks d'Atlanta                   |
| 01/07/2019 | Bobby Portis     | Knicks de New York                |
| 01/07/2019 | Chasson Randle   | Tianjin Pioneers                  |
| 01/07/2019 | Devin Robinson   | Raptors de Toronto                |
| 01/07/2019 | Tomáš Satoranský | Bulls de Chicago (Sign-and-Trade) |

### Joueurs coupés
| Date       | Joueur             | Nouvelle équipe ¹                 |
| ---------- | ------------------ | --------------------------------- |
| 07/07/2019 | Jonathon Simmons   | Warriors de Santa Cruz (G League) |
| 15/08/2019 | Tarik Phillip      | Tofaş S.K.                        |
| 24/09/2019 | Kellen Dunham      |                                   |
| 26/09/2019 | Michael Cobbins    |                                   |
| 17/12/2019 | Chris Chiozza      | Go-Go de Capital City (G League)  |
| 04/01/2020 | Johnathan Williams | Wizards de Washington             |
| 05/01/2020 | Justin Robinson    | Blue Coats du Delaware (G League) |
| 12/01/2020 | C. J. Miles        |                                   |

¹ Il s'agit de l’équipe pour laquelle le joueur a signé après son départ, il a pu entre-temps changer d'équipe ou encore de pays.

### Joueurs non retenus au training camp
Liste des joueurs non retenus pour commencer la saison NBA.
| Joueur           |
| ---------------- |
| Justin Anderson  |
| Phil Booth (en)  |
| Dikembe Dixson   |
| Jalen Jones      |
| Jemerrio Jones   |
| Anžejs Pasečņiks |

## Situation à la fin de saison

### Joueurs "agents libres"
| Joueur           | Fin de saison         |
| ---------------- | --------------------- |
| Dāvis Bertāns    | Agent libre           |
| Jerian Grant     | Agent libre           |
| Ian Mahinmi      | Agent libre           |
| Garrison Mathews | Agent libre restreint |
| Shabazz Napier   | Agent libre           |
| Gary Payton II   | Agent libre           |
| Jarrod Uthoff    | Agent libre           |